# Navires et avions de la NOAA

Logo de la NOAA.

Le Bureau des opérations maritimes et aéronautiques (en anglais : Office of Marine and Aviation Operations (OMAO)) de la National Oceanic and Atmospheric Administration (NOAA) exploite une grande variété de navires et d'avions spécialisés pour mener à bien ses missions environnementales et scientifiques. L’OMAO gère également le NOAA  Small Boat Program  et le NOAA Diving Program, ce dernier ayant pour mission d’assurer un niveau de compétence en plongée propice à des opérations sûres et efficaces dans les activités sous-marines parrainées par la NOAA.

## Administration
Le directeur de l'OMAO et du NOAA Commissioned Officer Corps est le Rear Admiral Michael J. Silah (en). Le Rear Admiral Nancy Hann , NOAA, est la directrice des centres d'opérations maritimes et aéronautiques.

## Flotte aérienne

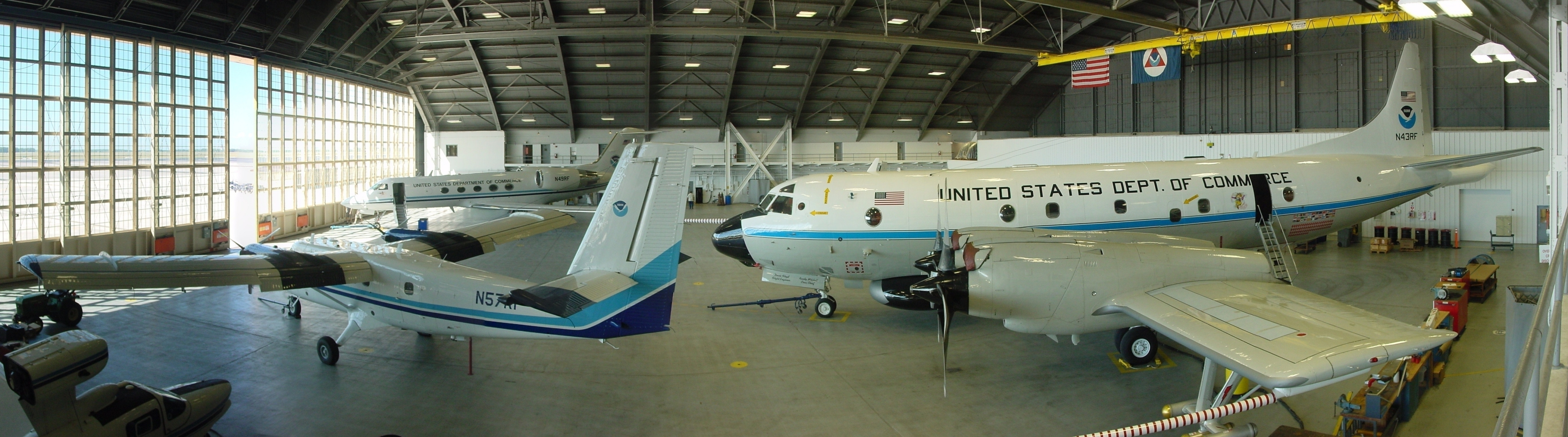
Hangar 5 de la Base Air Force MacDill

Le Centre des Opérations Aériennes (AOC-Aircraft Operations Center (en)) de la NOAA est installé à l'aéroport international de Lakeland, en Floride, depuis juin 2017. Avant son déménagement à Lakeland, l'AOC résidait à la MacDill Air Force Base de Tampa, en Floride, de janvier 1993 à juin 2017. L'AOC abrite la flotte de 10 appareils de la NOAA.
Les aéronefs évoluent souvent en haute mer, dans les montagnes, les zones humides côtières, la banquise arctique, ainsi qu’à proximité des ouragans et d’autres phénomènes météorologiques violents. Ces avions spécialisés non commerciaux soutiennent les programmes de surveillance et recherche de la NOAA : 
- Les NOAA Hurricane Hunters comprennent deux avions Lockheed WP-3D Orion  et un Gulfstream IV-SP qui sont spécialement équipés pour l'étude in situ des cyclones tropicaux et des tempêtes hivernales, selon la saison[5].
- Les autres avions légers de la NOAA (Beechcraft King Air, Gulfstream Jet Prop Commander et De Havilland Twin Otter) servent pour des études de population de mammifères marins, les évaluations des changements de rivage, les enquêtes sur les ressources en eau et la neige, les études de chimie atmosphérique, les projets de télédétection et les interventions d'urgence[5].
- La NOAA exploite également des systèmes d'aéronefs sans équipage utilisés pour observer la vie marine, les oiseaux de mer et leur habitat[5].

## Flotte maritime

Drapeau des navires du NOAA

La flotte de navires de la NOAA a été créée lors de la fusion de diverses agences scientifiques du gouvernement des États-Unis pour former la NOAA, le 3 octobre 1970. À cette époque, l'U.S. National Geodetic Survey et l'United States Fish and Wildlife Service ont été supprimés. Les navires qui avaient constitué leurs flottes, les navires de relevés hydrographiques du Coast and Geodetic Survey et les navires de recherche sur les pêcheries du Bureau of Commercial Fisheries ont été rassemblés pour former la nouvelle flotte de la NOAA. Au début, les principaux navires qui devaient constituer la nouvelle flotte ont été déclarés à des entités distinctes, d'anciens navires de surveillance côtière et géodésique étaient subordonnés à la National Ocean Survey (l'organisation qui lui succédera au sein de la NOAA), tandis que les anciens navires du Bureau des pêches commerciales étaient subordonnés au National Marine Fisheries Service. Toutefois, en 1972 et 1973, les navires du National Ocean Survey et du National Marine Fisheries Service, ainsi que ceux des laboratoires de recherche sur l’environnement ont été intégrés pour former une flotte unifiée de la NOAA.
La flotte de la NOAA assure des levés hydrographiques, des recherches océanographiques et atmosphériques ainsi que des navires de recherche halieutique pour appuyer les éléments du plan stratégique et de la mission de la NOAA. Le Fleet Allocation Council de la NOAA gère et répartit le temps que chaque navire consacre à diverses missions et projets en fonction des demandes des utilisateurs. Certains navires de la flotte sont des navires retirés de l'United States Navy ou d'autres services maritimes. Les navires sont situés dans divers ports des États-Unis. Les navires sont gérés par le Marine Operations Center Atlantic (MOC-A) , qui a des bureaux à Norfolk et Virginie, et le ''Marine Operations Center Pacific (MOC-P)  à Newport en Oregon).
Le soutien logistique de ces navires est assuré par les bureaux du centre des opérations maritimes ou, pour les navires ayant des ports d'attache à Woods Hole dans le Massachusetts, Charleston en Caroline du Sud, Pascagoula dans le Mississippi, San Diego en Californie ou Honolulu à Hawaï, par des capitaines de port situés dans ces ports.

### Bâtiments hydrographiques
- NOAAS Fairweather (S 220), depuis 1970
- NOAAS Thomas Jefferson (S 222), depuis 2003
- NOAAS Ferdinand R. Hassler (S 250), depuis 2009

### Navires océanographiques
- NOAAS Ronald H. Brown (R 104), depuis 1996
- NOAAS Hi'ialakai (R 334), depuis 2004
- NOAAS Nancy Foster (R 352), depuis 2004
- NOAAS Okeanos Explorer (R 337), depuis 2008

### Navire de recherches halieutiques
- NOAAS Oregon II (R 332), depuis 1977
- RV Gloria Michelle, depuis 1980
- NOAAS Gordon Gunter (R 336), depuis 1998
- NOAAS Oscar Dyson (R 224), depuis 2005
- NOAAS Oscar Elton Sette (R 335), depuis 2003
- NOAAS Henry B. Bigelow (R 225), depuis 2007
- NOAAS Pisces (R 226), depuis 2009
- NOAAS Bell M. Shimada (R 227), depuis 2010
- NOAAS Reuben Lasker (R 228), depuis 2014

### Anciens navires
- John N. Cobb (R 552) - (National Historic Landmark)
- NOAAS Murre II (R 663), de 1949 à 1989
- NOAAS Oregon (R 551), de 1949 à 1980
- NOAAS George B. Kelez (R 441), de 1962 à 1990
- NOAAS Albatross IV (R 342), de 1963 à 2008
- NOAAS Townsend Cromwell (R 443), de 1963 à 1975
- NOAAS Rude (S 590), de 1967 à 2008
- NOAAS Heck (S 591), de 1967 à 1995
- NOAAS Miller Freeman (R 223), de 1967 à 2008
- NOAAS Ferrel (S 492), de 1968 à 2002
- NOAAS Delaware II (R 445), de 1968 à 2012
- NOAAS David Starr Jordan (S 444), de 1970 à 2010
- NOAAS Davidson (S 331), de 1970 à 1989
- NOAAS McArthur (S 330), de 1970 à 2003
- NOAAS McAthur II (R 330), de 2003 à 2014
- NOAAS Whiting (S 329), de 1970 à 2003
- NOAAS Ka'imimoana (R 333), de 1996 à 2015